# Theodor Kortendieck
Theodor Kortendieck MSC (* 7. Februar 1887 in Lüdinghausen; † 4. Februar 1945 in Prossitten) war ein deutscher römisch-katholischer Geistlicher, Herz-Jesu-Missionar und Märtyrer.

## Leben
Theodor Kortendieck besuchte das  Gymnasium der Herz-Jesu-Missionare in Hiltrup und trat 1905 in den Orden ein. 1906 legte er die ersten Gelübde ab. Er studierte im Kloster Oeventrop und wurde am 11. August 1911 in Paderborn zum Priester geweiht. Dann unterrichtete er 20 Jahre lang Griechisch an der Hiltruper Schule. Nach einigen weiteren Jahren Tätigkeit in Vussem ging er 1934 in das Herz-Jesu-Kloster in Hamm. 1938 wurde er zum Leiter des 1931 gegründeten Missionshauses in Bischofsburg im Ermland ernannt. Bei Anrücken der Roten Armee Anfang 1945 ging er von dem schon von der Bevölkerung geräumten Bischofsburg nach Prossitten und wurde dort zusammen mit dem Ortspfarrer Adalbert Prothmann (1876–1945) von Rotarmisten ermordet. Er wurde von seinem Mitbruder Peter Drozniak (1902–1945?) begraben.

## Gedenken
Die deutsche Römisch-katholische Kirche hat Theodor Kortendieck als Märtyrer aus der Zeit des Nationalsozialismus in das deutsche Martyrologium des 20. Jahrhunderts aufgenommen.